# Chrīstos Eleutheriadīs
Chrīstos Eleutheriadīs (in greco Χρήστος Ελευθεριάδης?; Kavala, 30 settembre 1991) è un calciatore greco, attaccante svincolato.

## Carriera
Ha iniziato a giocare nelle giovanili dell'Almopos Aridea. Nel 2010 è passato al Kavala, squadra della sua città natale, con cui ha disputato due partite nella massima serie greca. Dal 2011 al 2020 ha militato stabilmente tra la seconda e la terza divisione greca con diverse squadre, tra cui il PAS Giannina, con cui al termine della stagione 2019-2020 ha vinto il campionato cadetto, ottenendo la promozione in prima divisione.

## Statistiche

### Presenze e reti nei club
Statistiche aggiornate al 17 giugno 2021.
| Stagione            | Squadra             | Campionato          | Campionato | Campionato | Coppe nazionali | Coppe nazionali | Coppe nazionali | Coppe continentali | Coppe continentali | Coppe continentali | Altre coppe | Altre coppe | Altre coppe | Totale | Totale |
| Stagione            | Squadra             | Comp                | Pres       | Reti       | Comp            | Pres            | Reti            | Comp               | Pres               | Reti               | Comp        | Pres        | Reti        | Pres   | Reti   |
| ------------------- | ------------------- | ------------------- | ---------- | ---------- | --------------- | --------------- | --------------- | ------------------ | ------------------ | ------------------ | ----------- | ----------- | ----------- | ------ | ------ |
| 2010-2011           | Kavala              | SL                  | 2          | 0          |                 | -               | -               |                    | -                  | -                  |             | -           | -           | 14     | 4      |
| 2011-2012           | Pierikos            | FL                  | 16         | 1          | CG              | 1               | 1               |                    | -                  | -                  |             | -           | -           | 17     | 2      |
| 2012-2013           | Pierikos            | FL                  | 22         | 1          | CG              | 1               | 0               |                    | -                  | -                  |             | -           | -           | 23     | 1      |
| 2013-2014           | Pierikos            | FL                  | 22         | 5          | CG              | 2               | 0               |                    | -                  | -                  |             | -           | -           | 24     | 5      |
| Totale Pierikos     | Totale Pierikos     | Totale Pierikos     | 60         | 7          |                 | 4               | 1               |                    | -                  | -                  |             | -           | -           | 64     | 8      |
| gen.-set. 2015      | Serres              | FL                  | 10         | 0          |                 | -               | -               |                    | -                  | -                  |             | -           | -           | 10     | 0      |
| 2016-2017           | Panachaïkī          | GE                  | ?          | ?          |                 | -               | -               |                    | -                  | -                  |             | -           | -           | ?      | ?      |
| 2017-2018           | Panachaïkī          | FL                  | 21         | 4          | CG              | 3               | 1               |                    | -                  | -                  |             | -           | -           | 24     | 5      |
| 2018-2019           | Panachaïkī          | FL                  | 30         | 16         | CG              | 4               | 0               |                    | -                  | -                  |             | -           | -           | 34     | 16     |
| Totale Panachaïkī   | Totale Panachaïkī   | Totale Panachaïkī   | 51+        | 20+        |                 | 7               | 1               |                    | -                  | -                  |             | -           | -           | 58+    | 21+    |
| 2019-2020           | PAS Giannina        | SL2                 | 6          | 2          |                 | -               | -               |                    | -                  | -                  |             | -           | -           | 6      | 2      |
| 2020-2021           | PAS Giannina        | SL                  | 29         | 4          | CG              | 6               | 1               |                    | -                  | -                  |             | -           | -           | 35     | 5      |
| Totale PAS Giannina | Totale PAS Giannina | Totale PAS Giannina | 35         | 6          |                 | 6               | 1               |                    | -                  | -                  |             | -           | -           | 41     | 7      |
| Totale carriera     | Totale carriera     | Totale carriera     | 158+       | 33+        |                 | 17              | 3               |                    | -                  | -                  |             | -           | -           | 175+   | 36+    |

## Palmarès

### Club

#### Competizioni nazionali
- Souper Ligka Ellada 2: 1

PAS Giannina: 2019-2020